# Hipoteka kaucyjna
Hipoteka kaucyjna – obecnie nieistniejąca forma zabezpieczenia wierzytelności, ustanawiana w sytuacji, gdy w dniu ustalania zabezpieczenia nie było możliwe dokładne określenie wartości wierzytelności. Hipoteka kaucyjna określała górną granicę kwoty zobowiązania, jaka może być wynikiem zawartej umowy cywilnoprawnej.
Przykładem może być hipoteka kaucyjna zabezpieczająca kredyt indeksowany lub denominowany w walucie obcej, kiedy przyszły kurs walutowy jest nieznany. Taka forma hipoteki była również narzędziem dla banku, który udzielając kredytu hipotecznego, zabezpieczał się przed dodatkowymi, nieprzewidzianymi kosztami (np. kosztami egzekucji wierzytelności) i ustanawiał w związku z tym odpowiednio wyższe zabezpieczenie.
Hipoteka kaucyjna została zniesiona w dniu 20 lutego 2011 w związku z nowelizacją ustawy o księgach wieczystych i hipotece. Dotychczas ustanowione hipoteki kaucyjne zachowały swoją ważność do czasu wygaśnięcia zobowiązań, które zabezpieczały. Nowelizacja ustawy wprowadziła w życie jednolity model hipoteki, łączący w sobie cechy uprzednio funkcjonujących odrębnie hipotek: zwykłej i kaucyjnej.